# Perforator (Chemie)
Der Perforator ist in der Chemie ein Extraktionsapparat zur Durchführung einer kontinuierlichen Flüssig-Flüssig-Extraktion.
Dabei wird das Lösungsmittel laufend verdampft, in einem Rückflusskühler kondensiert und tropft fortwährend auf das Extraktionsgut (kontinuierliche Rückführung des Lösungsmittels), welches in einer mit dem Lösemittel nicht mischbaren Flüssigkeit (zweites Lösungsmittel) gelöst ist.
Eine sehr bedeutende Anwendung ist die Bestimmung des Formaldehyds in Holzwerkstoffen, wie Spanplatten, wobei Toluol und Wasser als Lösungsmittel eingesetzt werden. Die Bestimmung des Formaldehydgehaltes von unbeschichteten und unlackierten Holzwerkstoffen wird durch die DIN EN 120:1992 (Neu DIN EN ISO 12460-5:2016-05) normiert. Diese legt das Extraktionsverfahren und die anschließende Gehaltsbestimmung des Formaldehyds in den Holzproben fest.
Ein ähnliches Verfahren ist die Extraktion mit Soxhlet-Extraktor, die jedoch bei der Fest-Flüssig-Extraktion verwendet wird und mit einem Lösungsmittel auskommt.